# Maksim Bielkow
Maksim Igoriewicz Bielkow, ros.  Максим Игоревич Бельков (ur. 9 stycznia 1985 w Iżewsku) – rosyjski kolarz szosowy, zawodnik profesjonalnej grupy UCI WorldTeams Team Katusha-Alpecin. 

## Najważniejsze osiągnięcia
2004
- 2. miejsce w Giro delle Regioni

2006
- 1. miejsce w mistrzostwach Rosji (do lat 23, start wspólny)
- 2. miejsce w Giro delle Regioni
- 3. miejsce w mistrzostwach Rosji (jazda ind. na czas)

2007
- 1. miejsce w mistrzostwach Europy (do lat 23, start wspólny)

2009
- 3. miejsce w mistrzostwach Rosji (jazda ind. na czas)

2010
- 9. miejsce w Post Danmark Rundt
- 1. miejsce na 1. etapie Brixia Tour

2013
- 1. miejsce na 9. etapie Giro d'Italia

2015
- 1. miejsce w klasyfikacji punktowej oraz klasyfikacji górskiej Tour de Romandie